# Рондон, Кандиду
Ка́ндиду Мариа́ну да Си́лва Рондо́н  или маршал Рондон (порт. Cândido Mariano da Silva Rondon; 5 мая 1865, Санту-Антониу-ду-Левержер, Бразильская империя — 19 января 1958, Рио-де-Жанейро) — бразильский офицер, знаменитый исследователь Мату-Гросу и западной Амазонии, поддерживавший бразильские коренные народности. Был первым директором бразильской Службы защиты индейцев и поддерживал создание национального парка Шингу. Его именем назван бразильский штат Рондония. Получил чин маршала, высочайшее военное звание в Бразилии.

## Биография
Родился в 1865 году в небольшой деревеньке Мимозу на территории современного муниципалитета Санту-Антониу-ду-Левержер в штате Мату-Гросу. Его отец Кандиду Мариану да Силва имел португальское происхождение, а мать была индианкой, происходящей от индейцев из групп терена и бороро. Отец умер от оспы ещё до рождения сына, а мать скончалась, когда сыну было два года, поэтому он воспитывался у дедушки с бабушкой, однако вскоре умерли и они, и в итоге до шестнадцатилетнего возраста он воспитывался у брата матери, который усыновил его и дал ему свою фамилию Рондон.
После школы он пошёл в армию и в 1881 году поступил в 3-й полк конной артиллерии. Пройдя обучение в военной школе в Рио-де-Жанейро, он в 1888 году получил степень бакалавра физических и естественных наук, а также чин второго лейтенанта. В 1889 году был свергнут император Педру II, и Бразилия стала республикой. Республиканское правительство озаботилось отсутствием связи западных регионов страны с центром, и в 1890 году Кандиду Рондон попал в качестве инженера в комиссию по строительству первой телеграфной линии через штат Мату-Гросу (была завершена в 1895 году). По окончании строительства телеграфной линии Рондон взялся за строительство сухопутной дороги от тогдашней столицы Рио-де-Жанейро до столицы штата города Куяба (до этого попасть в город можно было только по реке).
В 1900—1906 годах Рондон отвечал за строительство телеграфных линий, связавших Бразилию с Боливией и Перу. В этот период он открыл новые территории и вступил в контакт с проживающими на западе Бразилии воинственными племенами бороро. Он настолько преуспел в установлении дружеских отношений с бороро, что строительство телеграфных линий было завершено с их помощью.
Опытность Рондона в строительстве телеграфных линий привела к тому, что ему было поручено строительство телеграфной линии из штата Мату-Гросу в бассейн Амазонки. В ходе этого строительства им была открыта река Журуэна и индейское племя намбиквара, представители которого до этого убивали всех европейцев, вступавших с ними в контакт. Также им были обнаружены развалины португальского форта Принсипи-да-Бейра, построенного в конце XVIII века в глубине континента для противодействия испанской экспансии.
В мае 1909 года Рондон из поселения Тапирапуан на севере штата Мату-Гросу отправился в свою самую длинную экспедицию на северо-запад до крупнейшего притока Амазонки — реки Мадейра. К августу были съедены все взятые с собою припасы, и участники экспедиции были вынуждены питаться лишь тем, что удавалось добыть. Во время экспедиции они открыли новую крупную реку, находящуюся между реками Журуэна и Жипарана, которую Рондон назвал рекой Сомнения (порт. rio da Dúvida, ныне Рузвельт). Чтобы достичь Мадейры, они построили каноэ и прибыли туда на Рождество 1909 года. По возвращении в Рио-де-Жанейру Рондона и других участников экспедиции приветствовали как героев, так как считалось, что они погибли в джунглях.
В 1910 году Рондон стал первым директором Службы защиты индейцев. К 1 января 1915 года им было завершено начатое в 1907 году строительство 372-километровой телеграфной линии на запад страны в бассейн Амазонки.
В 1914 году Кандиду Рондон совершил вместе с бывшим президентом США Теодором Рузвельтом совместную экспедицию в западную Амазонию. Они исследовали найденную Рондоном реку Сомнения, которая была переименована в Рузвельт.
После этого Рондон ещё в течение пяти лет проводил картографическую съёмку штата Мату-Гросу, в ходе которой открыл ещё ряд рек и вступил в контакт с новыми индейскими племенами. В 1919 году он возглавил бразильские Инженерный корпус и Комиссию по телеграфу.
В 1924—1925 годах возглавлял войска, подавлявшие восстание в штате Сан-Паулу. В 1927—1930 годах руководил изучением пограничных регионов Бразилии. Революция 1930 года в Бразилии вынудила его оставить пост директора Службы защиты индейцев. В 1934—1938 годах возглавлял дипломатическую миссию, посредничавшую между Колумбией и Перу в споре о юрисдикции над городом Летисия. В 1939 году вновь возглавил Службу защиты индейцев и распространил её деятельность на новые территории. В 1950-х годах поддержал кампанию братьев Виллас-Боас, в результате которой в 1961 году на реке Шингу был учреждён первый в стране национальный парк для индейцев.
5 мая 1955 года, в день своего 90-летия, Кандиду Рондон был произведён в маршалы Бразильской армии. В 1957 году был выдвинут кандидатом на получение Нобелевской премии мира. В 1958 году скончался в Рио-де-Жанейро.

## Память
В честь Кандиду Рондона названы:
- штат Рондония

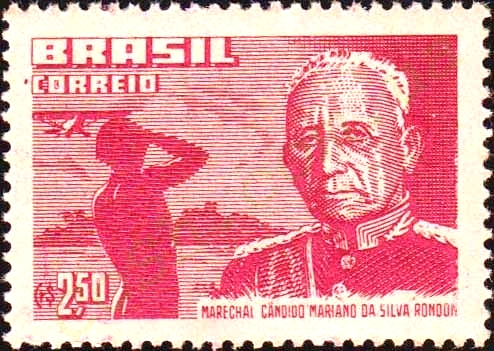
Почтовая марка Бразилии, посвящённая Кандиду Рондону. 1958 г.

- муниципалитет Марешал-Кандиду-Рондон в штате Парана
- муниципалитет Рондонополис в штате Мату-Гросу
- международный аэропорт Маршал Рондон в Куябе